# رينيبو
رينيبو، باللغة النرويجية Rennebu، هي بلدية في مقاطعة سور تروندلاغ وتنتمي لإقليم أوركدالين. المقر الإداري للبلدية هو قرية بيركوك، كما تضم قرى أخرى مثل: إينسيت، ستامنان، أولسبارغ، فول ونيركسوغان.

## معلومات عامة
تأسست بلدية رينيو سنة 1839 عندما تم فصلها عن ميلدال. في 1 يناير/كانون الثاني 1966 تم ضم إينيت (الواقعة في كفيكني بمقاطعة هيدمارك) إلى رينيبو. في 1 يناير/كانون الثاني 1970 تم ضم غارليا (الواقعة في تينسيت بمقاطعة هيدمارك) إلى رينيبو.

### التسمية
التسمية باللغة النوردية القديمة كانت: Rennabú. الجزء الأول على الأرجح هو جمع renna لكلمة وتعني «رحلة»، «مسيرة» أو «طريق» نسبة لطريقين مهمين يقطعان البلدية. الجزء الأخير bú يعني «المنطقة الريفية».

### شعار النبالة
شعار النبالة اُعتمد حديثا في 19 فبراير/شباط 1982، وهو يرمز لشكل كنيسة رينيبو (1669)، تعد واحدة من أقدم كنائس النرويج المبنية على شكل حرف Y (وكذلك هي واحدة من قلائل الكنائس المبنية على هذا الشكل).

### الكنائس
كنيسة النرويج تملك ثلاث أبشريات في بلدية رينيبو، وهي تابعة لعمادة غاولدال وأسقفية نيداروس.
| الأبشرية | اسم الكنيسة    | تاريخ البناء | موقع البناء |
| -------- | -------------- | ------------ | ----------- |
| بيركاك   | بيركاك كيركا   | 1878         | بيركاك      |
| إينسيت   | إينست كيركا    | 2000         | إينسيت      |
| رينيبو   | رينيبو كيركا   | 1669         | فول         |
| رينيبو   | نيرسكوغان كابل | 1962         | نيرسكوغان   |

## الجغرافيا
رينيبو تتشكل أساسا من مناطق غير مستصلحة من الجبال، البحيرت، المستنقعات والغابات. أعلى قمة في البلدية هي ستارثيتا (1,548 مترا)، من الجبال الأخرى الموجودة في البلدية: إيلفياليت وترولهايمن في الشمال الشرقي. يمر نهر أوركلا من شمال إلى جنوب البلدية.
يحد رينيبو كل من أوبدال وريندال غربا، ميلدال شمالا، ميدترة غاولدال شرقا، وتينسيت جنوبا. تقع الحظيرة الوطنية فورولهوغنا في أقصى جنوب شرق البلدية.

## روابط خارجية
- الدليل السياحي لمقاطعة سور تروندلاغ على Wikivoyage.
- إحصاءات حول بلدية رينيبو على موقع الإحصاءات النرويجي.